# 1969-es CONCACAF-bajnokság
Az 1969-es CONCACAF-bajnokság az Észak- és Közép-amerikai, valamint a Karib-térség labdarúgó-válogatottjainak kiírt negyedik labdarúgótorna volt, melyet 1969. november 23. és december 7. között rendeztek. Az esemény házigazdája Costa Rica volt. A tornán 6 nemzet válogatottja vett részt.

## Lebonyolítás
A hat csapat egy csoportot alkotott, ahol körmérkőzéseket játszottak. A csoport végeredménye lett egyben a torna végeredménye is.

## Helyszín
| San José                 |
| Estadio Nacional         |
| Befogadóképesség: 25,000 |
| ------------------------ |

## Selejtezők
| 1969. április 20. |

| Haiti | 2–0 | Egyesült Államok |
| ----- | --- | ---------------- |
|       |     |                  |

| Port-au-Prince |

| 1969. május 11. |

| Egyesült Államok | 0–1 | Haiti |
| ---------------- | --- | ----- |
|                  |     |       |

| San Diego |

Haiti jutott tovább 3–0-s összesítéssel.
| 1969. október 21. |

| Mexikó | 3–0 | Bermuda |
| ------ | --- | ------- |
|        |     |         |

| Mexikóváros |

| 1969. november 2. |

| Bermuda | 2–1 | Mexikó |
| ------- | --- | ------ |
|         |     |        |

| Hamilton |

Mexikó jutott tovább 3–0-s összesítéssel.
| 1969. április 11. |

| Jamaica | 1–1 | Panama |
| ------- | --- | ------ |
|         |     |        |

| Kingston |

| 1969. május 11. |

| Panama | 1–2 | Jamaica |
| ------ | --- | ------- |
|        |     |         |

| Kingston |

Jamaica jutott tovább 3–2-es összesítéssel.
Hondurast és Salvadort az egymással vívott futballháború miatt kizárták a versenysorozatból, így a Holland Antillák és Trinidad és Tobago játék nélkül jutott tovább.

## Csoportkör
| Csapat             | M | Gy | D | V | G+ | G– | Gk  | P |
| ------------------ | - | -- | - | - | -- | -- | --- | - |
| Costa Rica         | 5 | 4  | 1 | 0 | 13 | 2  | +11 | 9 |
| Guatemala          | 5 | 3  | 2 | 0 | 10 | 2  | +8  | 8 |
| Curaçao            | 5 | 2  | 1 | 2 | 9  | 12 | –3  | 5 |
| Mexikó             | 5 | 1  | 2 | 2 | 4  | 5  | –1  | 4 |
| Trinidad és Tobago | 5 | 1  | 1 | 3 | 4  | 12 | –8  | 3 |
| Jamaica            | 5 | 0  | 1 | 4 | 3  | 10 | –7  | 1 |

| 1969. november 23. |

| Costa Rica                               | 3–0 | Jamaica |
| ---------------------------------------- | --- | ------- |
| Cascante Roy Sáenz Edwin Dawkins (öngól) |     |         |

| San José |

| 1969. november 27. |

| Guatemala          | 2–0 | Trinidad és Tobago |
| ------------------ | --- | ------------------ |
| Gamboa Marcio Fión |     |                    |

| San José |

| 1969. november 27. |

| Mexikó             | 2–0 | Jamaica |
| ------------------ | --- | ------- |
| Gamboa Marcio Fión |     |         |

| San José |

| 1969. november 27. |

| Costa Rica        | 2–1 | Curaçao |
| ----------------- | --- | ------- |
| J. Grant Cascante |     | Croens  |

| San José |

| 1969. november 29. |

| Guatemala                                          | 6–1 | Curaçao |
| -------------------------------------------------- | --- | ------- |
| Nelson Melgar (3) Salamanca Rolando Valdez Meulens |     | Regales |

| San José |

| 1969. november 30. |

| Trinidad és Tobago                           | 3–2 | Jamaica                      |
| -------------------------------------------- | --- | ---------------------------- |
| Everald Cummings Keith Douglas Ulrich Haynes |     | Delroy Scott Joshua Hamilton |

| San José |

| 1969. november 30. |

| Costa Rica        | 2–0 | Mexikó |
| ----------------- | --- | ------ |
| Santana Roy Sáenz |     |        |

| San José |

| 1969. december 2. |

| Curaçao              | 3–1 | Trinidad és Tobago |
| -------------------- | --- | ------------------ |
| Loefstok (2) Martijn |     | Ulrich Haynes      |

| San José |

| 1969. december 2. |

| Guatemala   | 1–0 | Mexikó |
| ----------- | --- | ------ |
| Marcio Fión |     |        |

| San José |

| 1969. december 4. |

| Curaçao                 | 2–2 | Mexikó                     |
| ----------------------- | --- | -------------------------- |
| Adelbert Toppenberg (2) |     | José Crespo Leopoldo Barba |

| San José |

| 1969. december 4. |

| Guatemala | 0–0 | Jamaica |
| --------- | --- | ------- |
|           |     |         |

| San José |

| 1969. december 4. |

| Costa Rica                               | 5–0 | Trinidad és Tobago |
| ---------------------------------------- | --- | ------------------ |
| Victor Ruiz (3) J. Grant Wálter Elizondo |     |                    |

| San José |

| 1969. december 6. |

| Curaçao         | 2–1 | Jamaica |
| --------------- | --- | ------- |
| Regales Martijn |     | Largie  |

| San José |

| 1969. december 7. |

| Mexikó | 0–0 | Trinidad és Tobago |
| ------ | --- | ------------------ |
|        |     |                    |

| San José |

| 1969. december 7. |

| Costa Rica | 1–1 | Guatemala   |
| ---------- | --- | ----------- |
| Wanchope   |     | Marcio Fión |

| San José |

| Az 1969-es CONCACAF-bajnokság győztese |
| -------------------------------------- |
| COSTA RICA 2. cím                      |

## Külső hivatkozások
- Eredmények az rsssf.com-on (angolul)